# Старый Капитолий (Айова-Сити)
Старый Капитолий Айовы (англ. Iowa Old Capitol Building), или Старый каменный Капитолий (англ. Old Stone Capitol) — историческое здание в городе Айова-Сити, построенное в 1840—1842 годах и до 1857 года служившее местом для собраний Генеральной ассамблеи Айовы. Старый Капитолий находится на кампусе Айовского университета.

## История
4 июля 1838 года была основана территория Айова, столица которой сначала находилась в Берлингтоне. 21 января 1839 года 1-й губернатор территории Айова Роберт Лукас издал указ, согласно которому предполагалось найти подходящее место для новой столицы. Для этого была назначена комиссия из трёх человек, в которую вошли Чонси Суон (Chauncey Swan), Джон Роналдс (John Ronalds) и Роберт Ролстон (Robert Ralston). К началу мая 1839 года ими было найдено место для новой столицы, которое находилось в округе Джонсон, на берегу реки Айова. Они же выбрали место для строительства будущего Капитолия — Capitol Square. Название нового города было определено заранее — Айова-Сити.
12 ноября 1839 года с архитектором Джоном Фрэнсисом Рагу был подписан контракт, предусматривавший дизайн и строительство нового Капитолия. У Рагу уже был опыт проектирования и строительства Капитолия штата Иллинойс в Спрингфилде. 4 июля 1840 года в Айова-Сити был заложен краеугольный камень Капитолия — это считается официальной датой начала строительства. Через девять дней после этого архитектор Рагу подал в отставку. После этого строительством руководил Чонси Суон, один из членов комиссии по выбору места для будущей столицы
К концу 1842 года были готовы четыре помещения на первом этаже Капитолия, однако работы по отделке второго этажа всё ещё продолжались. 5 декабря 1842 года легислатура Айовы впервые собралась в новом здании на свою 5-ю сессию. 28 декабря 1846 года Айова официально стала штатом США, а незадолго до этого, 3 декабря, в Капитолии прошла инаугурация первого губернатора штата Айова Энзела Бриггса. Всего в этом Капитолии прошли четыре сессии легислатуры территории Айова и шесть сессий Генеральной ассамблеи штата Айова. 
1 декабря 1857 года столица Айовы была переведена из Айова-Сити в Де-Мойн. С этого момента Старый Капитолий стал основным зданием Айовского университета, созданного в 1847 году. До 1863 года, когда было построено второе здание, Старый Капитолий оставался единственным зданием университета.
В 1921—1924 годах была проведена масштабная реконструкция Капитолия. Следующая крупная архитектурная реконструкция была проведена в 1970—1976 годах. С 3 декабря 1976 года вновь открытый Капитолий стал служить в качестве музея. Он также получил статус Национального исторического памятника США.
20 ноября 2001 года в верхней части Капитолия произошёл пожар, причиной которого стало неосторожное обращение с тепловой пушкой. В результате были разрушены верхняя часть здания с куполом, а также колокол; нижняя часть здания не сгорела, но пострадала от воды, которая была использована для тушения. Новый колокол был установлен 30 декабря 2002 года, а новый купол — 23 февраля 2003 года. Капитолий был снова открыт 6 мая 2006 года. В целом, восстановление после пожара заняло около четырёх с половиной лет, стоимость ремонта составила 9 миллионов долларов.

## Архитектура
С точки зрения архитектуры Старый Капитолий Айовы представляет собой один из поздних образцов неогреческого стиля. Размеры здания — 36,6 м с севера на юг и 18,3 м с востока на запад.
Со стороны входа находится портик, украшенный дорическими колоннами. Здание увенчано куполом, который поддерживается коринфскими колоннами. В центре внутренней части здания находится спиральная лестница.